# 6Q0B44E
6Q0B44Eは、直径数メートルの微小な天体で、最も可能性の高い正体はスペースデブリである。それは時々月の外側を公転する地球周回軌道に入る。略称B44E。
6Q0B44Eは、2006年8月28日にカタリナ・スカイサーベイによって発見された。翌日にはサイディング・スプリングサーベイとテーブルマウンテン天文台でも観測されている。絶対等級は30.5等級と極めて暗く、このことから数メートル程度しかない微小な天体であると推定されている。6Q0B44Eは、軌道の性質から人工物であると推定されている。視等級は最も明るくなったときでも19等級であり、観測や研究は困難であった。
6Q0B44Eは、初観測からの80日間、58万5000kmから98万3000kmという、月の2倍から3倍の距離を持って地球を周回していた。また、2001年から2003年にかけても地球周回軌道に入っていたと推定されている。